# Wilhelm Hugo von Hompesch-Bollheim

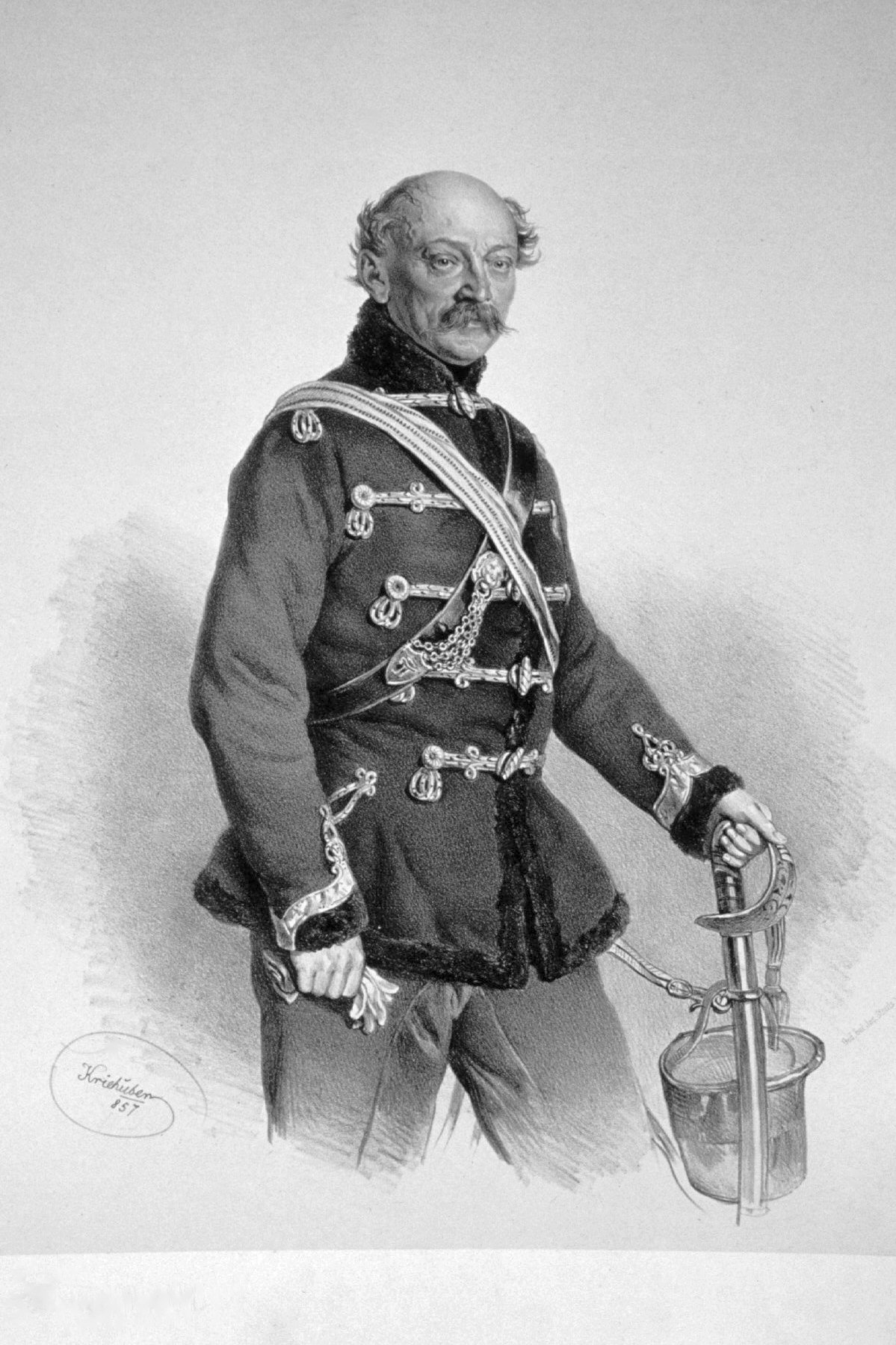
Wilhelm Hugo von Hompesch-Bollheim, Lithographie von Josef Kriehuber (1857)

Wilhelm Hugo Ferdinand Graf von Hompesch-Bollheim, bis 1831 Freiherr von Hompesch-Bollheim (* 22. Mai 1800 in Kilkenny, Königreich Irland; † 3. April 1861 in Wien, Österreich-Ungarn) war ein österreichischer Obrist, k. u. k. Kämmerer, Erboberjägermeister des Herzogtums Jülich, Fideikommissherr in Joslowitz, Mähren sowie Großgrundbesitzer in Galizien, Preußen und Bayern.

## Leben
Wilhelm Hugo von Hompesch-Bollheim war der erstgeborene Sohn des in englischen Diensten stehenden Generals Ferdinand Ludwig Josef Anton Freiherr von Hompesch-Bollheim (1766–1831) und dessen erster Frau Ann Christian (1776–1803), einer Tochter des Captains Sir Hugh Cloberry Christian. Neben einer leiblichen Schwester, Anna verh. zu Stolberg-Stolberg (1802–1833), hatte er noch vier Halbgeschwister aus der zweiten Ehe seines Vaters, darunter den k. u. k. Generalmajor Paul Maximilian von Hompesch-Bollheim (1821–1877) und den bayerischen Gesandten Ferdinand von Hompesch-Bollheim (1824–1913).
Wie sein Vater schlug Wilhelm Hugo eine militärische Laufbahn ein, jedoch im Dienste des Kaisertums Österreich. Als Major diente er im Cürassier-Regiment „Wallmoden“ Nr. 6, später als Rittmeister im Alberti Chevaux-legers Regiment Nr. 3.
Als Flügeladjutant des Banus Joseph Jelačić von Bužim nahm er in den Jahren 1848 und 1849 aktiv am Kriegszug gegen Ungarn und der Niederschlagung des Wiener Oktoberaufstandes teil und führte in dieser Zeit für seine Frau ein Tagebuch. Der Oberstleutnant Wilhelm von Hompesch gehörte zu den ersten Trägern des 1849 neu gestifteten Militärverdienstkreuzes. Zuletzt diente er im Range eines k. u. k. Oberst, hatte sich aber nach Beendigung der Unruhen auf seine Güter zurückgezogen.
Nach dem Tode des Vaters erbte er 1831 die Familiengüter Haus Mickeln in Rheinpreußen und die Hofmark Berg am Laim in Bayern. Am 12. Mai 1831 wurde der k. k. Rittmeister, wie im Jahr zuvor sein Vater, in den bayerischen Grafenstand immatrikuliert. Seine rheinischen Güter verkaufte oder verpachtete Wilhelm Hugo von Hompesch-Bollheim recht bald; im Jahre 1835 veräußerte er Haus Mickeln an Prosper Ludwig von Arenberg, von seinem Besitz in Berg am Laim trennte er sich ebenfalls. Stattdessen kaufte von Hompesch-Bollheim  am 3. August 1835 die mährische Allodialherrschaft Joslowitz von den Brüdern Pallavicini-Centurioni; wenig später erwarb er in Galizien die Güter Rudnik, Lentowina, Radlow und Borzeczin.
Das böhmische Inkolat im Herrenstand wurde ihm am 29. Dezember 1836, die Erboberjägermeisterschaft des Herzogtums Jülich am 15. Oktober 1840 und das galizische Indigenat am 22. März 1846 verliehen.
Oberst Wilhelm Hugo von Hompesch-Bollheim verstarb am 3. April 1861 in Wien an den Folgen eines Schlaganfalls. Er war Ritter des Ordens der Eisernen Krone, Träger des Militärverdienstkreuzes, des Ehrenkreuzes der Johanniter und des Parmaischen Militär-St.-Georgsordens sowie Kommandeur des Russischen St. Annen-Ordens. Sein Erbe war der älteste Sohn Degenhard, er verstarb am 20. Juli 1866 an seinen Verwundungen in der Schlacht bei Königgrätz.

## Familie
Am 22. Jänner 1832 heiratete Wilhelm Hugo von Hompesch-Bollheim Maria Adolphine Hedwig von Spiegel zum Diesenberg-Hanxleden (1812–1858), eine Tochter des österreichischen Gesandten und bevollmächtigten Ministers in München Caspar Philipp Graf von Spiegel zum Desenberg (1776–1837) und der Maria Christine Ghislaine Freiin von Bartenstein († 1848). Aus der Ehe gingen sieben Kinder hervor:
- Thekla, verh. Gräfin von Schaesberg (1834–1857)
- Christina, verh. Gräfin von Yrsch (1837–1901)
- Anna, verh. Gräfin von Wallis (1839–1899)
- Degenhard (1840–1866)
- Ferdinand Joseph Hermann Anton (1843–1897)
- Wilhelmine (1844–1880)
- Heinrich Paul (1846–1877)

## Schriften
- Živio Ban, Tagebuch für Adolphine gehalten 1848, veröffentlicht in: Ferdinand Hauptmann (Hrsg.): Jelačić's Kriegszug nach Ungarn 1848, Graz 1975